# ستاری ترستنیک
ستاری ترستنیک (به صربی: Stari Trstenik) یک منطقهٔ مسکونی در صربستان است که در Trstenik واقع شده‌است. ستاری ترستنیک ۷۳۳ نفر جمعیت دارد.